# 瀬川琉久
瀬川 琉久（せがわ りく、2006年8月14日 - ）は、兵庫県出身のプロバスケットボール選手。B.LEAGUEの千葉ジェッツふなばしに所属している。ポジションはポイントガード。

## 経歴
魚崎ミニバスケットボールクラブに在籍中の小学6年生の際に全国ミニバスケットボール大会に出場し全勝している。
神戸市立本山南中学校では3年時の2021年に全国中学校バスケットボール大会で優勝した。
クラブチームのゴットドアにも中学時代、在籍しておりJr.ウインターカップでも優勝している。
東山高等学校に進学し、1年時から主力として活躍。2年冬の第76回全国高等学校バスケットボール選手権大会（ウインターカップ）では福岡第一との準々決勝で32得点を記録したが、チームは最大18点のリードを逆転され敗れた。3年夏の全国高等学校総合体育大会（インターハイ）では初優勝を成し遂げた。同年冬の第77回全国高等学校バスケットボール選手権大会では藤枝明誠との準々決勝で40得点を記録し、逆転勝利に貢献。福岡大付属大濠高校との準決勝では13得点に抑え込まれ、チームも大敗した。
2025年1月4日にプロ契約の特別指定選手として千葉ジェッツふなばしへ加入した。
2025年4月にバスケットボールブランドEGOZARUとパートナー契約締結を発表。

## 代表歴
2024年秋のFIBA U18アジア選手権に日本代表として出場し、ベスト8に進出した。